# Circle Digital Chart
Circle Digital Chart, conocido anteriormente como Gaon Digital Chart, es un gráfico nacional que alinea las canciones más vendidas en Corea del Sur, proporcionados por Korea Music Content Industry Association, que es publicado semanalmente por Gaon Music Chart. El gráfico es un agregado de descargas digitales, transmisiones y música de fondo. Se clasifica a todas las canciones, así como clasificaciones separadas para los gráficos nacionales e internacionales, en los semanales, mensuales y de fin de año. Se inició el seguimiento de las ventas, el 11 de abril de 2010. Se conforma de datos en línea proporcionados por los proveedores de música en la web Olleh Music, Genie, Melon, Mnet, Soribada, Cyworld, Naver Music y Bugs. Empezó a contabilizar las ventas en 2009, que se publicaron en febrero del año siguiente.

## Historia
El gráfico Gaon Music Chart fue lanzado en febrero de 2010. Originalmente fue planeada para ser un gráfico de dos veces al año cuando los gráficos de Gaon se lanzaron a principios de 2010. Finalmente, el gráfico fue lanzado semanal y mensual como todas las otras listas.

## Números uno por año
- 2010
- 2011
- 2012
- 2013
- 2014
- 2015
- 2016
- 2017
- 2018
- 2019

- 2020
- 2021
- 2022
- 2023
- 2024
- 2025

## Récords de artistas

### Artistas con mayor cantidad de sencillos número uno
| Puesto | Artista           | Cantidad |
| ------ | ----------------- | -------- |
| 1      | IU                | 31       |
| 2      | Big Bang          | 11       |
| 3      | 2NE1              | 9        |
| 3      | Sistar            | 9        |
| 3      | Twice             | 9        |
| 4      | BTS               | 8        |
| 4      | Davichi           | 8        |
| 4      | Girls' Generation | 8        |
| 4      | Huh Gak           | 8        |
| 4      | Taeyeon           | 8        |
| 4      | Zion.T            | 8        |
| 4      | AKMU              | 8        |
| 5      | Park Hyo-shin     | 7        |

### Artistas con mayor cantidad de semanas acumuladas en el número uno
| Puesto | Artista  | Cantidad |
| ------ | -------- | -------- |
| 1      | IU       | 64       |
| 2      | BTS      | 24       |
| 3      | NewJeans | 23       |
| 4      | Big Bang | 22       |
| 5      | Ive      | 20       |

### Artistas con mayor cantidad de meses en el número uno
| Puesto | Artista  | Cantidad |
| ------ | -------- | -------- |
| 1      | IU       | 16       |
| 2      | Big Bang | 9        |
| 3      | NewJeans | 6        |
| 4      | PSY      | 5        |
| 4      | Ive      | 5        |
| 4      | Zico     | 5        |
| 5      | BTS      | 4        |
| 5      | Davichi  | 4        |
| 5      | 2NE1     | 4        |
| 5      | AKMU     | 4        |
| 5      | Taeyeon  | 4        |

### Artistas con mayor cantidad de meses acumulados en el número uno
| Meses | Artista      | Álbum                                  | Año  | Ref.   |
| ----- | ------------ | -------------------------------------- | ---- | ------ |
| 3     | BTS          | «Dynamite»                             | 2020 | [ 5 ]  |
| 3     | NewJeans     | «Ditto»                                | 2023 | [ 6 ]  |
| 3     | Aespa        | «Supernova»                            | 2024 | [ 7 ]  |
| 2     | Ailee        | «I Will Go to You Like the First Snow» | 2017 | [ 8 ]  |
| 2     | IU con Suga  | «Eight»                                | 2020 | [ 9 ]  |
| 2     | Kim Min-seok | «Drunken Confession»                   | 2022 | [ 10 ] |
| 2     | Younha       | «Event Horizon»                        | 2022 | [ 11 ] |
| 2     | NewJeans     | «Super Shy»                            | 2023 | [ 12 ] |
| 2     | AKMU         | «Love Lee»                             | 2023 | [ 13 ] |

## Gráfico de fin de año
| \| # \| Canción \| Artista \| Discográfica \| \| -- \| -------------------- \| ----------------- \| ------------------------------------------ \| \| 1 \| «Bad Girl Good Girl» \| Miss A \| JYP Entertainment \| \| 2 \| «Nagging» \| IU & Seulong \| LOEN Entertainment \| \| 3 \| «Sick Enough to Die» \| MC Mong \| IS Entermedia Group \| \| 4 \| «Go Away» \| 2NE1 \| YG Entertainment \| \| 5 \| «Oh!» \| Girls' Generation \| SM Entertainment \| \| 6 \| «2 Different Tears» \| Wonder Girls \| JYP Entertainment \| \| 7 \| «Still Eating Well» \| Homme \| Big Hit Entertainment & LOEN Entertainment \| \| 8 \| «Then Then Then» \| Supreme Team \| Amoeba Culture \| \| 9 \| «Confession» \| Hot Potato \| Daeum Entertainment \| \| 10 \| «Hoot» \| Girls' Generation \| SM Entertainment \| |                      |                   |                                            |
| # | Canción              | Artista           | Discográfica                               |
| 1 | «Bad Girl Good Girl» | Miss A            | JYP Entertainment                          |
| 2 | «Nagging»            | IU & Seulong      | LOEN Entertainment                         |
| 3 | «Sick Enough to Die» | MC Mong           | IS Entermedia Group                        |
| 4 | «Go Away»            | 2NE1              | YG Entertainment                           |
| 5 | «Oh!»                | Girls' Generation | SM Entertainment                           |
| 6 | «2 Different Tears»  | Wonder Girls      | JYP Entertainment                          |
| 7 | «Still Eating Well»  | Homme             | Big Hit Entertainment & LOEN Entertainment |
| 8 | «Then Then Then»     | Supreme Team      | Amoeba Culture                             |
| 9 | «Confession»         | Hot Potato        | Daeum Entertainment                        |
| 10 | «Hoot»               | Girls' Generation | SM Entertainment                           |

| \| # \| Canción \| Artista \| Discográfica \| \| -- \| ---------------------------- \| -------------------------------------- \| ------------------ \| \| 1 \| «Roly Poly» \| T-ara \| JYP Entertainment \| \| 2 \| «Having An Affair» \| Park Myung-soo & G-Dragon con Park Bom \| MBC \| \| 3 \| «Please» \| Kim Bum Soo \| MBC \| \| 4 \| «Lonely» \| 2NE1 \| YG Entertainment \| \| 5 \| «Don't Cry» \| Park Bom \| YG Entertainment \| \| 6 \| «Pinocchio (Danger)» \| F(x) \| SM Entertainment \| \| 7 \| «I Am the Best» \| 2NE1 \| YG Entertainment \| \| 8 \| «Tonight» \| Big Bang \| YG Entertainment \| \| 9 \| «On Rainy Days» \| Beast \| Cube Entertainment \| \| 10 \| «A Story Only I Didn't Know» \| IU \| LOEN Entertainment \| |                              |                                        |                    |
| # | Canción                      | Artista                                | Discográfica       |
| 1 | «Roly Poly»                  | T-ara                                  | JYP Entertainment  |
| 2 | «Having An Affair»           | Park Myung-soo & G-Dragon con Park Bom | MBC                |
| 3 | «Please»                     | Kim Bum Soo                            | MBC                |
| 4 | «Lonely»                     | 2NE1                                   | YG Entertainment   |
| 5 | «Don't Cry»                  | Park Bom                               | YG Entertainment   |
| 6 | «Pinocchio (Danger)»         | F(x)                                   | SM Entertainment   |
| 7 | «I Am the Best»              | 2NE1                                   | YG Entertainment   |
| 8 | «Tonight»                    | Big Bang                               | YG Entertainment   |
| 9 | «On Rainy Days»              | Beast                                  | Cube Entertainment |
| 10 | «A Story Only I Didn't Know» | IU                                     | LOEN Entertainment |

| \| # \| Canción \| Artista \| Discográfica \| \| -- \| ----------------------- \| ------------------------ \| -------------------------------- \| \| 1 \| «Gangnam Style» \| PSY \| YG Entertainment \| \| 2 \| «Cherry Blossom Ending» \| Busker Busker \| CJ E&M Music \| \| 3 \| «Alone» \| Sistar \| Starship Entertainment \| \| 4 \| «Loving U» \| Sistar \| Starship Entertainment \| \| 5 \| «Fantastic Baby» \| Big Bang \| YG Entertainment \| \| 6 \| «I Love You» \| 2NE1 \| YG Entertainment \| \| 7 \| «Lovey-Dovey» \| T-ara \| Core Contents Media \| \| 8 \| «All For You» \| Jung Eun Ji & Seo In Guk \| Jellyfish & A Cube Entertainment \| \| 9 \| «Heaven» \| Ailee \| YMC Entertainment \| \| 10 \| «Blue» \| Big Bang \| YG Entertainment \| |                         |                          |                                  |
| # | Canción                 | Artista                  | Discográfica                     |
| 1 | «Gangnam Style»         | PSY                      | YG Entertainment                 |
| 2 | «Cherry Blossom Ending» | Busker Busker            | CJ E&M Music                     |
| 3 | «Alone»                 | Sistar                   | Starship Entertainment           |
| 4 | «Loving U»              | Sistar                   | Starship Entertainment           |
| 5 | «Fantastic Baby»        | Big Bang                 | YG Entertainment                 |
| 6 | «I Love You»            | 2NE1                     | YG Entertainment                 |
| 7 | «Lovey-Dovey»           | T-ara                    | Core Contents Media              |
| 8 | «All For You»           | Jung Eun Ji & Seo In Guk | Jellyfish & A Cube Entertainment |
| 9 | «Heaven»                | Ailee                    | YMC Entertainment                |
| 10 | «Blue»                  | Big Bang                 | YG Entertainment                 |

| \| # \| Canción \| Artista \| Discográfica \| \| -- \| ---------------------------- \| --------------------------- \| ---------------------- \| \| 1 \| «Gentleman» \| PSY \| YG Entertainment \| \| 2 \| «Shower of Tears» \| Beachigi ft Ailee \| YMC Entertainment \| \| 3 \| «Gone Not Around Any Longer» \| Sistar19 \| Starship Entertainment \| \| 4 \| «Bom Bom Bom» \| Roy Kim \| CJ E&M \| \| 5 \| «Tears» \| Leessang feat. Yoojin \| Jungle Entertainment \| \| 6 \| «What's Your Name?» \| 4Minute \| Cube Entertainment \| \| 7 \| «Monodrama» \| Huh Gak feat. Yoo Seung-woo \| Cube Entertainment \| \| 8 \| «Turtle» \| Davichi \| Core Contents Media \| \| 9 \| «Give It to Me» \| Sistar \| Starship Entertainment \| \| 10 \| «Be Warmed» \| Davichi \| Core Contents Media \| |                              |                             |                        |
| # | Canción                      | Artista                     | Discográfica           |
| 1 | «Gentleman»                  | PSY                         | YG Entertainment       |
| 2 | «Shower of Tears»            | Beachigi ft Ailee           | YMC Entertainment      |
| 3 | «Gone Not Around Any Longer» | Sistar19                    | Starship Entertainment |
| 4 | «Bom Bom Bom»                | Roy Kim                     | CJ E&M                 |
| 5 | «Tears»                      | Leessang feat. Yoojin       | Jungle Entertainment   |
| 6 | «What's Your Name?»          | 4Minute                     | Cube Entertainment     |
| 7 | «Monodrama»                  | Huh Gak feat. Yoo Seung-woo | Cube Entertainment     |
| 8 | «Turtle»                     | Davichi                     | Core Contents Media    |
| 9 | «Give It to Me»              | Sistar                      | Starship Entertainment |
| 10 | «Be Warmed»                  | Davichi                     | Core Contents Media    |

| \| # \| Canción \| Artista \| Discográfica \| \| -- \| ------------------------------------- \| --------------------- \| ----------------------- \| \| 1 \| «Some» \| Soyou & Junggigo \| Starship Entertainment \| \| 2 \| «Eyes, Nose, Lips» \| Taeyang \| YG Entertainment \| \| 3 \| «Wild Flower» \| Park Hyo Shin \| Jellyfish Entertainment \| \| 4 \| «A Midsummer Night's Sweetness» \| San E & Raina \| Pledis Entertainment \| \| 5 \| «The Meaning of You» \| IU feat Kim Chang Wan \| LOEN Entertainment \| \| 6 \| «Your Scent» \| Gary feat Jung In \| Jungle Entertainment \| \| 7 \| «Not Spring, Love or Cherry Blossoms» \| High4 feat. IU \| LOEN Entertainment \| \| 8 \| «Mr. Chu (On Stage)» \| Apink \| Cube Entertainment \| \| 9 \| «200%» \| AKMU \| YG Entertainment \| \| 10 \| «Friday» \| IU feat Yijeong \| LOEN Entertainment \| |                                       |                       |                         |
| # | Canción                               | Artista               | Discográfica            |
| 1 | «Some»                                | Soyou & Junggigo      | Starship Entertainment  |
| 2 | «Eyes, Nose, Lips»                    | Taeyang               | YG Entertainment        |
| 3 | «Wild Flower»                         | Park Hyo Shin         | Jellyfish Entertainment |
| 4 | «A Midsummer Night's Sweetness»       | San E & Raina         | Pledis Entertainment    |
| 5 | «The Meaning of You»                  | IU feat Kim Chang Wan | LOEN Entertainment      |
| 6 | «Your Scent»                          | Gary feat Jung In     | Jungle Entertainment    |
| 7 | «Not Spring, Love or Cherry Blossoms» | High4 feat. IU        | LOEN Entertainment      |
| 8 | «Mr. Chu (On Stage)»                  | Apink                 | Cube Entertainment      |
| 9 | «200%»                                | AKMU                  | YG Entertainment        |
| 10 | «Friday»                              | IU feat Yijeong       | LOEN Entertainment      |

| \| # \| Canción \| Artista \| Discográfica \| \| -- \| ------------------------- \| ------------------------- \| ------------------ \| \| 1 \| «Bang Bang Bang» \| Big Bang \| YG Entertainment \| \| 2 \| «Loser» \| Big Bang \| YG Entertainment \| \| 3 \| «Living in the Same Time» \| Naul \| CJ E&M Music \| \| 4 \| «Bae Bae» \| Big Bang \| YG Entertainment \| \| 5 \| «Eat» \| Zion.T \| Amoeba Culture \| \| 6 \| «Shouldn't Have» \| Baek A Yeon» feat Young K \| JYP Entertainment \| \| 7 \| «Call Me Baby» \| EXO \| SM Entertainment \| \| 8 \| «Wi Ing Wi Ing» \| Hyukoh \| Cashmier Record \| \| 9 \| «Sugar» \| Maroon 5 \| Interscope Records \| \| 10 \| «Leon» \| Park Myung Soo feat. IU \| MBC Entertainment \| |                           |                           |                    |
| # | Canción                   | Artista                   | Discográfica       |
| 1 | «Bang Bang Bang»          | Big Bang                  | YG Entertainment   |
| 2 | «Loser»                   | Big Bang                  | YG Entertainment   |
| 3 | «Living in the Same Time» | Naul                      | CJ E&M Music       |
| 4 | «Bae Bae»                 | Big Bang                  | YG Entertainment   |
| 5 | «Eat»                     | Zion.T                    | Amoeba Culture     |
| 6 | «Shouldn't Have»          | Baek A Yeon» feat Young K | JYP Entertainment  |
| 7 | «Call Me Baby»            | EXO                       | SM Entertainment   |
| 8 | «Wi Ing Wi Ing»           | Hyukoh                    | Cashmier Record    |
| 9 | «Sugar»                   | Maroon 5                  | Interscope Records |
| 10 | «Leon»                    | Park Myung Soo feat. IU   | MBC Entertainment  |

| \| # \| Canción \| Artista \| Discográfica \| \| -- \| ------------------------------------ \| ------------- \| -------------------- \| \| 1 \| «Cheer Up» \| Twice \| JYP Entertainment \| \| 2 \| «No matter where» \| MC the Max \| 325 E&C \| \| 3 \| «Rough» \| GFriend \| Source Music \| \| 4 \| «This Love» \| Davichi \| CJ E&M \| \| 5 \| «I Don't Love You» \| Urban Zakapa \| MakeUs Entertainment \| \| 6 \| «You Are My Everything» \| Gummy \| Music&NEW \| \| 7 \| «I am You, You Are Me» \| ZICO \| Seven Seasons \| \| 8 \| «Making a new ending for this story» \| Han Dong-geun \| Pledis Entertainment \| \| 9 \| «The Love I Committed» \| Im Chang-jung \| NH Media \| \| 10 \| «Always» \| Yoon Mi Rae \| Music&NEW \| |                                      |               |                      |
| # | Canción                              | Artista       | Discográfica         |
| 1 | «Cheer Up»                           | Twice         | JYP Entertainment    |
| 2 | «No matter where»                    | MC the Max    | 325 E&C              |
| 3 | «Rough»                              | GFriend       | Source Music         |
| 4 | «This Love»                          | Davichi       | CJ E&M               |
| 5 | «I Don't Love You»                   | Urban Zakapa  | MakeUs Entertainment |
| 6 | «You Are My Everything»              | Gummy         | Music&NEW            |
| 7 | «I am You, You Are Me»               | ZICO          | Seven Seasons        |
| 8 | «Making a new ending for this story» | Han Dong-geun | Pledis Entertainment |
| 9 | «The Love I Committed»               | Im Chang-jung | NH Media             |
| 10 | «Always»                             | Yoon Mi Rae   | Music&NEW            |

| \| # \| Canción \| Artista \| Discográfica \| \| -- \| -------------------------------------- \| ------------------------- \| ------------------ \| \| 1 \| «I Will Go to You Like the First Snow» \| Ailee \| YMC Entertainment \| \| 2 \| «Through the Night» \| IU \| LOEN Entertainment \| \| 3 \| «Like It» \| Yoon Jong-shin \| CJ E&M Music \| \| 4 \| «Shape of You» \| Ed Sheeran \| Warner Records \| \| 5 \| «You, Clouds, Rain» \| Heize feat. Shin Yong-jae \| CJ E&M \| \| 6 \| «Tell Me You Love Me» \| Bolbbalgan4 \| Shofar Music \| \| 7 \| «Palette» \| IU feat. G-Dragon \| LOEN Entertainment \| \| 8 \| «Knock Knock» \| Twice \| JYP Entertainment \| \| 9 \| «Last Goodbye» \| AKMU \| YG Entertainment \| \| 10 \| «Really Really» \| Winner \| YG Entertainment \| |                                        |                           |                    |
| # | Canción                                | Artista                   | Discográfica       |
| 1 | «I Will Go to You Like the First Snow» | Ailee                     | YMC Entertainment  |
| 2 | «Through the Night»                    | IU                        | LOEN Entertainment |
| 3 | «Like It»                              | Yoon Jong-shin            | CJ E&M Music       |
| 4 | «Shape of You»                         | Ed Sheeran                | Warner Records     |
| 5 | «You, Clouds, Rain»                    | Heize feat. Shin Yong-jae | CJ E&M             |
| 6 | «Tell Me You Love Me»                  | Bolbbalgan4               | Shofar Music       |
| 7 | «Palette»                              | IU feat. G-Dragon         | LOEN Entertainment |
| 8 | «Knock Knock»                          | Twice                     | JYP Entertainment  |
| 9 | «Last Goodbye»                         | AKMU                      | YG Entertainment   |
| 10 | «Really Really»                        | Winner                    | YG Entertainment   |

| \| # \| Canción \| Artista \| Discográfica \| \| -- \| ------------------------- \| --------------- \| ------------------------ \| \| 1 \| «Love Scenario» \| iKON \| YG Entertainment \| \| 2 \| «Good Old Days» \| Jang Deok Cheol \| Limez Entertainment \| \| 3 \| «Every Day, Every Moment» \| Paul Kim \| SM Entertainment \| \| 4 \| «Bboom Bboom» \| Momoland \| MLD Entertainment \| \| 5 \| «Ddu-Du Ddu-Du» \| Blackpink \| YG Entertainment \| \| 6 \| «Pass By» \| Nilo \| PurplePine Entertainment \| \| 7 \| «Gift» \| MeloMance \| Heaven Company \| \| 8 \| «Way Back Home» \| Shaun \| DCTOM Entertainment \| \| 9 \| «Only Then» \| Roy Kim \| MMO Entertainment \| \| 10 \| «Travel» \| Bolbbalgan4 \| Shofar Music \| |                           |                 |                          |
| # | Canción                   | Artista         | Discográfica             |
| 1 | «Love Scenario»           | iKON            | YG Entertainment         |
| 2 | «Good Old Days»           | Jang Deok Cheol | Limez Entertainment      |
| 3 | «Every Day, Every Moment» | Paul Kim        | SM Entertainment         |
| 4 | «Bboom Bboom»             | Momoland        | MLD Entertainment        |
| 5 | «Ddu-Du Ddu-Du»           | Blackpink       | YG Entertainment         |
| 6 | «Pass By»                 | Nilo            | PurplePine Entertainment |
| 7 | «Gift»                    | MeloMance       | Heaven Company           |
| 8 | «Way Back Home»           | Shaun           | DCTOM Entertainment      |
| 9 | «Only Then»               | Roy Kim         | MMO Entertainment        |
| 10 | «Travel»                  | Bolbbalgan4     | Shofar Music             |

| \| # \| Canción \| Artista \| Discográfica \| \| -- \| ------------------------------- \| ------------ \| --------------------- \| \| 1 \| «2022» \| Anne-Marie \| Warner Records \| \| 2 \| «If There Was Practice in Love» \| Lim Jae Hyun \| Kakao M \| \| 3 \| «Every Day, Every Moment» \| Paul Kim \| SM Entertainment \| \| 4 \| «The Day Was Beautiful» \| Kassy \| Nextar Entertainment \| \| 5 \| «Boy with Luv» \| BTS \| Big Hit Entertainment \| \| 6 \| «After You've Gone» \| MC the Max \| 325 Entertainment \| \| 7 \| «Me After You» \| Paul Kim \| MMO Entertainment \| \| 8 \| «Gotta Go» \| Chungha \| MNH Entertainment \| \| 9 \| «Four Seasons» \| Taeyeon \| SM Entertainment \| \| 10 \| «For Lovers Who Hesitate» \| Jannabi \| Peponi Music \| |                                 |              |                       |
| # | Canción                         | Artista      | Discográfica          |
| 1 | «2022»                          | Anne-Marie   | Warner Records        |
| 2 | «If There Was Practice in Love» | Lim Jae Hyun | Kakao M               |
| 3 | «Every Day, Every Moment»       | Paul Kim     | SM Entertainment      |
| 4 | «The Day Was Beautiful»         | Kassy        | Nextar Entertainment  |
| 5 | «Boy with Luv»                  | BTS          | Big Hit Entertainment |
| 6 | «After You've Gone»             | MC the Max   | 325 Entertainment     |
| 7 | «Me After You»                  | Paul Kim     | MMO Entertainment     |
| 8 | «Gotta Go»                      | Chungha      | MNH Entertainment     |
| 9 | «Four Seasons»                  | Taeyeon      | SM Entertainment      |
| 10 | «For Lovers Who Hesitate»       | Jannabi      | Peponi Music          |

| \| # \| Canción \| Artista \| Discográfica \| \| -- \| ------------------------------------------------------ \| -------------- \| ------------------------- \| \| 1 \| «Any Song» \| Zico \| KOZ Entertainment \| \| 2 \| «Meteor» \| Changmo \| Ambition Musik \| \| 3 \| «Aloha» \| Jo Jung-suk \| JAM Entertainment \| \| 4 \| «Your Shampoo Scent in the Flowers» \| Jang Beom-june \| Stone Music Entertainment \| \| 5 \| «Blueming» \| IU \| Kakao M \| \| 6 \| «Eight» \| IU con Suga \| Kakao M \| \| 7 \| «Late Night» \| Noel \| C-JeS Entertainment \| \| 8 \| «How Can I Love the Heartbreak, You're the One I Love» \| AKMU \| YG Entertainment \| \| 9 \| «Psycho» \| Red Velvet \| SM Entertainment \| \| 10 \| «Start Over» \| Gaho \| Blending Entertainment \| |                                                        |                |                           |
| # | Canción                                                | Artista        | Discográfica              |
| 1 | «Any Song»                                             | Zico           | KOZ Entertainment         |
| 2 | «Meteor»                                               | Changmo        | Ambition Musik            |
| 3 | «Aloha»                                                | Jo Jung-suk    | JAM Entertainment         |
| 4 | «Your Shampoo Scent in the Flowers»                    | Jang Beom-june | Stone Music Entertainment |
| 5 | «Blueming»                                             | IU             | Kakao M                   |
| 6 | «Eight»                                                | IU con Suga    | Kakao M                   |
| 7 | «Late Night»                                           | Noel           | C-JeS Entertainment       |
| 8 | «How Can I Love the Heartbreak, You're the One I Love» | AKMU           | YG Entertainment          |
| 9 | «Psycho»                                               | Red Velvet     | SM Entertainment          |
| 10 | «Start Over»                                           | Gaho           | Blending Entertainment    |

| \| # \| Canción \| Artista \| Discográfica \| \| -- \| ------------------- \| ------------------------------------------ \| --------------------- \| \| 1 \| «Celebrity» \| IU \| Kakao M \| \| 2 \| «Rollin'» \| Brave Girls \| Brave Entertainment \| \| 3 \| «Dynamite» \| BTS \| Big Hit Entertainment \| \| 4 \| «Lilac» \| IU \| Kakao M \| \| 5 \| «Next Level» \| Aespa \| SM Entertainment \| \| 6 \| «Peaches» \| Justin Bieber feat. Daniel Caesar y Giveon \| Def Jam \| \| 7 \| «Butter» \| BTS \| Big Hit Music \| \| 8 \| «Traffic Light» \| Lee Mu-jin \| Show Play \| \| 9 \| «Shiny Star (2020)» \| KyoungSeo \| Dream Engine \| \| 10 \| «Foolish Love» \| M.O.M \| MBC \| |                     |                                            |                       |
| # | Canción             | Artista                                    | Discográfica          |
| 1 | «Celebrity»         | IU                                         | Kakao M               |
| 2 | «Rollin'»           | Brave Girls                                | Brave Entertainment   |
| 3 | «Dynamite»          | BTS                                        | Big Hit Entertainment |
| 4 | «Lilac»             | IU                                         | Kakao M               |
| 5 | «Next Level»        | Aespa                                      | SM Entertainment      |
| 6 | «Peaches»           | Justin Bieber feat. Daniel Caesar y Giveon | Def Jam               |
| 7 | «Butter»            | BTS                                        | Big Hit Music         |
| 8 | «Traffic Light»     | Lee Mu-jin                                 | Show Play             |
| 9 | «Shiny Star (2020)» | KyoungSeo                                  | Dream Engine          |
| 10 | «Foolish Love»      | M.O.M                                      | MBC                   |

| \| # \| Canción \| Artista \| Discográfica \| \| -- \| ------------------------------ \| -------------------------- \| ---------------------- \| \| 1 \| «Love Dive» \| Ive \| Starship Entertainment \| \| 2 \| «Tomboy» \| (G)I-dle \| Cube Entertainment \| \| 3 \| «Drunken Confession» \| Kim Min-seok \| Mint Paper, Label GHS \| \| 4 \| «Love, Maybe» \| MeloMance \| Abyss Company \| \| 5 \| «Love Always Runs Away» \| Lim Young-woong \| Mulgogi Music \| \| 6 \| «Eleven» \| Ive \| Starship Entertainment \| \| 7 \| «Still Life» \| Big Bang \| YG Entertainment \| \| 8 \| «That That» \| Psy feat. Suga \| P Nation \| \| 9 \| «If You Lovingly Call My Name» \| GyeongseoYeji y Jeon Gunho \| Monday Kids Company \| \| 10 \| «Beyond Love» \| Big Naughty feat. 10cm \| H1ghr Music \| |                                |                            |                        |
| # | Canción                        | Artista                    | Discográfica           |
| 1 | «Love Dive»                    | Ive                        | Starship Entertainment |
| 2 | «Tomboy»                       | (G)I-dle                   | Cube Entertainment     |
| 3 | «Drunken Confession»           | Kim Min-seok               | Mint Paper, Label GHS  |
| 4 | «Love, Maybe»                  | MeloMance                  | Abyss Company          |
| 5 | «Love Always Runs Away»        | Lim Young-woong            | Mulgogi Music          |
| 6 | «Eleven»                       | Ive                        | Starship Entertainment |
| 7 | «Still Life»                   | Big Bang                   | YG Entertainment       |
| 8 | «That That»                    | Psy feat. Suga             | P Nation               |
| 9 | «If You Lovingly Call My Name» | GyeongseoYeji y Jeon Gunho | Monday Kids Company    |
| 10 | «Beyond Love»                  | Big Naughty feat. 10cm     | H1ghr Music            |

| \| # \| Canción \| Artista \| Discográfica \| \| -- \| ------------------- \| ------------- \| ------------------------- \| \| 1 \| «Ditto» \| NewJeans \| ADOR \| \| 2 \| «Hype Boy» \| NewJeans \| ADOR \| \| 3 \| «I Am» \| Ive \| Starship Entertainment \| \| 4 \| «OMG» \| NewJeans \| ADOR \| \| 5 \| «Event Horizon» \| Younha \| C9 Entertainment \| \| 6 \| «Kitsch» \| Ive \| Starship Entertainment \| \| 7 \| «Queencard» \| (G)I-dle \| Cube Entertainment \| \| 8 \| «Let's Say Goodbye» \| Parc Jae-jung \| Stone Music Entertainment \| \| 9 \| «Attention» \| NewJeans \| ADOR \| \| 10 \| «After Like» \| Ive \| Starship Entertainment \| |                     |               |                           |
| # | Canción             | Artista       | Discográfica              |
| 1 | «Ditto»             | NewJeans      | ADOR                      |
| 2 | «Hype Boy»          | NewJeans      | ADOR                      |
| 3 | «I Am»              | Ive           | Starship Entertainment    |
| 4 | «OMG»               | NewJeans      | ADOR                      |
| 5 | «Event Horizon»     | Younha        | C9 Entertainment          |
| 6 | «Kitsch»            | Ive           | Starship Entertainment    |
| 7 | «Queencard»         | (G)I-dle      | Cube Entertainment        |
| 8 | «Let's Say Goodbye» | Parc Jae-jung | Stone Music Entertainment |
| 9 | «Attention»         | NewJeans      | ADOR                      |
| 10 | «After Like»        | Ive           | Starship Entertainment    |